# Adolf Diekmann
Adolf Diekmann (18. december 1914 – 29. juni 1944) var en tysk officer i Waffen-SS. Han havde til sidst rang af Sturmbannführer. Han tilhørte SS divisionen Das Reich og den 10. juni 1944 gav han ordre til henrettelse af indbyggerne i landsbyen Oradour-sur-Glane ved Limoges i Frankrig. 642 personer, heriblandt 207 børn og 254 kvinder blev myrdet. I de senere rapporter og retssager blev han ofte kaldt Otto Diekmann, hvilket skyldtes en forveksling af fornavnet med en anden af de anklagede Otto Kahn. Inden krigen var han docent ved SS-Junkerschule.
Diekmann faldt den 29. juni i kamp under Operation Overlord i Normandiet. Han ligger begravet i La Cambe.